# Dorothy Maharam
Dorothy Maharam Stone (Parkersburg, Virgínia Occidental, 1 de juliol de 1917 - Brookline, Massachusetts, 27 de setembre de 2014) va ser una matemàtica estatunidenca que va fer contribucions importants a la teoria de la mesura. Porten el seu nom el teorema de Maharam i l'àlgebra de Maharam.

## Biografia
Dorothy Maharam va obtenir la llicenciatura a l'Institut Carnegie de Tecnologia, de la Universitat Carnegie Mellon, el 1937, i el doctorat al Bryn Mawr College el 1940, sota la supervisió d'Anna Johnson Pell Wheeler, la principal matemàtica nord-americana de la seva època, amb una dissertació titulada On measure in abstract sets. Part de la seva tesi va ser publicada a Transactions of the American Mathematical Society. Després va fer estudis postdoctorals a l'Institut d'Estudis Avançats a Princeton, Nova Jersey, on va ser la primera becària d'un programa Emmy Noether en matemáticas, gràcies a uns fons recollits per la professora Wheeler destinats a donar suport a joves dones matemàtiques.
Maharam va ser professora a diverses universitats dels Estats Units i Gran Bretanya. Després d'haver treballat a la Universitat de Purdue, va ser professora visitant al Wellesley College de 1950 a 1951, i professora de la Universitat de Manchester de 1952 a 1961. Després de tornar als Estats Units, va començar a impartir classes a la Universitat de Rochester, on va romandre durant molts anys, amb breus interrupcions per a complir amb beques de treball postdoctoral a la Universitat Yale, la Universitat de Berkeley i la Universitat Nacional d'Austràlia.
Gràcies a les seves contribucions a les matemàtiques, Maharam ha obtingut reconeixement internacional. Va ser pionera en la recerca de mesures finitament additives en enters. El teorema de Maharam té un paper important en la teoria dels espais de Banach, va ser publicat a Proceedings of the National Academy of Sciences of the United States of America el 1942. Un altre dels seus articles, publicat a la revista Annals of Mathematics el 1947, va introduir l'àlgebra de Maharam, àlgebres de Boole completes amb submesures contínues.

## Vida familiar
Mentre estudiava a Princeton, hi va conèixer el seu col·lega matemàtic Arthur Harold Stone, amb qui es casaria a l'abril de 1942. Van tenir dos fills, Ellen i David, que també es van dedicar a les matemàtiques. Maharam es va retirar el 2001 i va morir el setembre de 2014.